# Synochodaeus modestus
Synochodaeus modestus är en skalbaggsart som beskrevs av Hermann Julius Kolbe 1907. Synochodaeus modestus ingår i släktet Synochodaeus och familjen Ochodaeidae. Inga underarter finns listade i Catalogue of Life.